# Manniella cypripedioides
Manniella cypripedioides es una especie de planta orquídea de la subfamilia Orchidoideae.

## Distribución y hábitat
Es nativa de Camerún y Guinea Ecuatorial. Su hábitat natural son las selvas bajas y húmedas tropicales y subtropicales. Está tratada en peligro de extinción por pérdida de hábitat. 